# Ashlee Simpson-Wentz
Ashlee Simpson-Ross, född som Ashley Nicole Simpson den 3 oktober 1984 i Waco i Texas i USA, är en amerikansk sångerska och skådespelare. Hon är yngre syster till den kända sångerskan och skådespelerskan Jessica Simpson.
Ashlee Simpson-Ross blev känd främst genom sin realityserie The Ashlee Simpson Show, som sändes i anslutning till att Simpsons debutskiva Autobiography släpptes.

## Biografi

### Bakgrund
Simpson-Ross är född och uppvuxen i Texas. Hennes far, Joe Simpson, var tidigare baptistpastor men arbetar nu som manager åt både Ashlee och hennes syster Jessica Simpson. Ashlees mor heter Tina Simpson.
Vid tre års ålder började Ashlee dansa klassisk balett, och när hon var elva kom hon in på en balettskola i New York. När systern Jessica Simpson fick sitt skivkontrakt flyttade hela familjen till Los Angeles, Kalifornien. Där började Ashlee Simpson-Ross sin karriär med att medverka i reklamfilmer. När Jessica Simpsons första album, Sweet Kisses, hade släppts började Ashlee som bakgrundsdansare på systerns konserter. Samtidigt fortsatte hon sin skådespelarkarriär. Hon började få småroller i filmer och TV-serier, bland annat i ett avsnitt av serien Malcolm in the Middle 2001, och i filmen The Hot Chick 2002. Ashlee var även med i avsnitt av serien Sjunde himlen. År 2003 spelade hon in en sång till soundtracket till filmen Freaky Friday. Låten hette Just Let Me Cry. Med tiden fick Simpson-Ross ett skivkontrakt med Geffen Records, och strax därefter skrevs kontrakt om att hon skulle få sin egen show på MTV, The Ashlee Simpson Show.

### Musik och TV 2004
Den 20 juli 2004 släpptes hennes debutalbum Autobiography i USA. Skivan kom på förstaplats på den amerikanska Billboardlistan. Den första veckan såldes cirka 800 000 exemplar i USA. I september 2004 hade skivan sålt tredubbel platina. Trots all denna framgång hade albumet fått ganska dåliga recensioner, många tyckte att Simpson lät för mycket som andra artister på marknaden, som Avril Lavigne och Sheryl Crow. Den första singeln från albumet, Pieces of Me blev en av de mest spelade låtarna på amerikanska radiostationer, och den sålde också mycket bra runt om i världen. Nästa singel från debutalbumet, Shadow, lyckades inte riktigt lika bra. Den tredje singeln var La La.
När Simpson-Ross uppträder har hon med sig ett liveband som består av: Ray Brady (gitarr), Braxton Olita (gitarr), Zach Kennedy (bas), Lucy Walsh (keyboard och sång) och Chris Fox (trummor). I september 2004 tillkännagav hon på sin webbplats att bandet skulle heta Ashlee Simpson and Submission.
Innan hon fick sin egen TV-show syntes hon ganska ofta i systern och Nick Lacheys realityserie Newlyweds, som också sändes på MTV. Denna serie visade deras liv som nygifta. När The Ashlee Simpson Show startade, sändes den i anslutning till systerns TV-show. Den första säsongen av hennes egen serie bestod av åtta avsnitt, som visades sommaren 2004. Den andra säsongen visades januari-mars 2005, och hade tio avsnitt. Tittarna fick se hur hon skrev och spelade in låtar till albumet Autobiography och hur hon uppträdde, men också stora delar av hennes privatliv, som kompisar, familj och pojkvänner.
Julen 2004 medverkade Simpson-Ross i ett julalbum vid namn Radio Disney Jingle Jams. Hon sjöng då sången Christmas Past, Present, and Future. Systrarna Simpson har tillsammans spelat in en duett av julsången Little Drummer Boy. Denna finns med på Jessica Simpsons julskiva Rejoyce: The Christmas Album. I slutet av året var Ashlee Simpson-Ross en av värdarna för programmet Dick Clark's New Year's Rockin' Eve, i vilket hon också uppträdde mer tre sånger.
År 2004 fick hon två Teen Choice Awards. Pieces of Me fick priset för sommarens låt, och hon fick också priset för bästa nykomling. Hon vann dessutom ett Billboard Award för årets bästa nya kvinnliga artist (2004). Tidningen Entertainment Weekly utnämnde henne till 2004 års bästa nya artist.
Vid ett framförande av låten Autobiography i TV-programmet Saturday Night Live 2004 kom det fram att Ashlee Simpson-Ross mimade i direktsändning, något som fick stor uppmärksamhet i bland annat 60 Minutes. Hennes förklaring var att hon hade halsont och röstproblem.

### 2005
Den 4 januari 2005 sjöng Simpson-Wentz sången La La i halvtidspausen i en match på Orange Bowl i Miami, Florida inför 72 000 åskådare. När uppträdandet var över buade stora delar av publiken. Arrangörerna sade att de var mycket nöjda med hennes framträdande, och att de trodde att buandet hade att göra med händelserna i SNL.
Wentz hade en biroll som pojkflickan Clea i den romantiska komedin Undiscovered. Filmen hade USA-premiär den 26 augusti 2005, men Ashlee spelade in sina scener i slutet av 2004. Hon säger att hon ville ha en biroll i sin första film, och inte ta på sig en huvudroll så snart. Många kritiker tyckte att hon verkade blyg och inte spelade ut rollen ordentligt. Filmen i sig fick inte heller så bra recensioner, och den tog sig aldrig in på top-10 listan över de mest sedda biofilmerna. Under premiärhelgen drog filmen in 6 860 148 $.
Wentzs första turné drog igång i mitten av februari och höll på till slutet av april. Hon spelade på många platser i USA och även på två orter i Kanada. Förband var Pepper's Ghost och The Click Five. Förutom sångerna från albumet Autobiography sjöng hon tre covers på gamla klassiska låtar; The Pretenders - Brass In Pocket, Blondie - Call Me och Madonna - Burning Up. Dessutom sjöng hon en helt ny sång, Hollywood. Hon sade att turnén skulle vara ganska enkel - det handlade mest om att hon och bandet var ute på scenen och hade kul.
I mars sändes det allra sista avsnittet av The Ashlee Simpson Show på MTV. Simpson-Wentz sade då att hon gärna skulle göra en annan TV-show i framtiden, men att det definitivt var slut för den här gången. Nu började hon arbeta med att skriva låtar till det kommande albumet. Hon sade att det skulle handla mindre om relationer och förhållanden (som det förra albumet Autobiography) och mer om henne själv.

#### Andra albumet
Ashlees andra album, I Am Me släpptes den 18 oktober 2005 i USA, och gick direkt in på förstaplatsen på listan över mest sålda album. Den första veckan såldes ca 720 000 exemplar i USA. Den första singeln från skivan, Boyfriend började spelas på radion i början av september.
Den 21 september påbörjade Wentz sin andra USA-turné. Hon har också varit med i många olika TV-program i samband med den nya skivan. Den 8 september återvände Simpson till SNL efter fiaskot förra året. Den 14 oktober sände MTV ett program som hette Ashlee Simpson Live and Legal, som visade hur sångerskan firade sin 20-årsdag.

### 2006 - Tredje albumet
I november 2006 sa Ashlee att hon snart skulle börja jobba på sitt tredje album. Simpson konstaterade också att hon skulle vilja arbeta med Robert Smith från The Cure, som också deltog i hennes sista uppträdande som Roxie Hart i musikalen "Chicago". Under 2007 jobbade Ashlee med producenter som Timbaland, Kenna, Chad Hugo och will.i.am.

## Röst
Ashlee Simpson-Wentz röstkompetens har blivit både hyllad och hånad av kritiker och allmänheten. Simpson har sagt att hon har drömt om att vara på Broadway ända sen hon var liten och förväntade sig inte att slå igenom inom popmusik-genren. Ashlees röst beskrivs som Lyric Alto. Den högsta tonen Wentz har vistat förmåga att träffa är E5 (i sina låtar "Invisible" och "La La), och den lägsta tonen hon har vistat förmåga att träffa är E3 (i hennes låtar "Catch Me When I Fall" och "Shadow"). Ashlee producent Ron Fair har sagt att hennes röst har en "sandig ton", och i en recension av hennes debutalbum, Autobiography, sa en kritiker att "Simpsons röstförmåga är en blandning mellan Alanis Morissette, Avril Lavigne och Sheryl Crow". Simpson-Wentz tränar med en röstcoach, och studerar gamla Etta James- och Aretha Franklin-album för röstinspiration. I olika intervjurer har Simpson-Wentz nämnt många artister som har influerat hennes röst och hennes musik, några av dem är: Alanis Morissette, Courtney Love, Joan Jett, Pat Benatar, och Chrissy Hynde.

## Image
Ashlee Simpson-Wentz har alltid arbetat för att ha en helt annan image än sin syster. Innan var hon blond precis som Jessica Simpson, men lagom till debutskivan färgade hon håret mörkbrunt/svart. Nu har hon återgått till sitt naturliga blonda hår. Ashlees musik är mycket rockigare än Jessica Simpsons, och Ashlee Simpson-Wentz bär ofta punkiga kläder, ibland med namn på kända rockband. Hon målar ofta sina tå- och fingernaglar svarta, och hon har tre tatueringar (en stjärna på ena handleden, ordet "love" på den andra, samt två körsbär på ena vristen).
Ashlee Simpson-Wentz  har alltid vägrat diskutera sitt sexliv, i motsats till systern. Jessica Simpson har gjort det allmänt känt att hon väntade med sex till äktenskapet. Ashlee Simpson-Wentz vill inte kommentera något alls om detta. Hon tycker det är ett alldeles för personligt ämne. Hennes förhållande med Josh Henderson varade i cirka två år och tog slut i det allra första avsnittet av The Ashlee Simpson Show. Snart efter detta påbörjade Simpson-Wentz sitt förhållande med sångaren och barndomsvännen Ryan Cabrera. I realityshowen visades mycket om detta förhållande. Hon var med i Ryan Cabreras musikvideo till låten On the Way Down. Ashlees låt Pieces of Me handlar om tryggheten och trösten som Cabrera gav henne. I augusti 2004 gjorde de två slut på grund av deras hektiska scheman, men de var tillsammans lite till och från de kommande månaderna.

## Privatliv
I början av den andra säsongen av The Ashlee Simpson Show sade Ashlee att hon och Cabrera var tillsammans igen, men de gjorde slut ganska snart efteråt.
Hon blev då tillsammans med Pete Wentz från rockgruppen Fall Out Boy. De gifte sig senare och Ashlee tog hans namn. Den 20 november 2008 föddes sonen Bronx Mowgli Wentz. I februari 2011 gick makarna ut med att de skulle skiljas. Skilsmässan gick igenom den 22 november 2011. Hon är sedan 2014 gift med Evan Ross, son till Diana Ross. Paret har tillsammans dottern Jagger Snow, född 2015, och sonen Ziggy Blu, född 2020.

## Diskografi

### Album
| År   | Titel             |
| ---- | ----------------- |
| 2004 | Autobiography     |
| 2005 | I Am Me           |
| 2008 | Bittersweet World |

### Singlar
| År   | Singel                     | Album               |
| ---- | -------------------------- | ------------------- |
| 2004 | "Pieces of Me"             | Autobiography       |
| 2004 | "Shadow"                   | Autobiography       |
| 2004 | "La La"                    | Autobiography       |
| 2005 | "Boyfriend"                | I Am Me             |
| 2005 | "L.O.V.E."                 | I Am Me             |
| 2006 | "Invisible"                | Invisible CD-Singel |
| 2007 | "Outta My Head (Ay Ya Ya)" | Bittersweet World   |
| 2008 | "Little Miss Obsessive"    | Bittersweet World   |